# Råneå revir
Råneå revir var ett skogsförvaltningsområde inom Övre Norrbottens överjägmästardistrikt som omfattade av Norrbottens län Råneå socken och Törefors kronopark i Överkalix socken. Reviret var indelat i fyra bevakningstrakter. Det omfattade vid 1910 års slut 96 461 hektar allmänna skogar, varav 21 kronoparker om totalt 92 823 hektar.